# سد سولینا
سد سولینا (به لاتین: Solina Dam) یک نیروگاه برقابی و سد در لهستان است که در سولینا (لهستان) واقع شده‌است.